# Kardiales Troponin
Kardiales Troponin (Abk.: cT, oft auch einfach nur: Troponin) ist ein Proteinkomplex, der aus den Muskelzellen des Herzens bei Schädigung (z. B. beim Herzinfarkt) in das Blut freigesetzt wird. Der Nachweis eines erhöhten Troponinspiegels im Blut kann einen Herzmuskelschaden anzeigen und kann auch bei normalem EKG Hinweis auf  einen Herzinfarkt sein. cT ist eines von drei Troponinen, dessen Tropomyosin-bindende Untereinheit cTnT oft auch einfach nur als Troponin T bezeichnet wird.

## Untereinheiten
| Protein | Gen-Name | AA  | UniProt | Bemerkung |
| ------- | -------- | --- | ------- | --- |
| cTNT    | TNNT2    | 298 | P45379  | Tropomyosin-bindende Untereinheit; 10 Isoformen, im adulten Herz hauptsächlich P45379-6, bei Krankheit P45379-7; Path.: Hypertrophische Kardiomyopathie (CMH2), Dilatative Kardiomyopathie (CMD1D), Restriktive Kardiomyopathie (RCM3) |
| cTNI    | TNNI3    | 210 | P19429  | Inhibitorische Untereinheit; Path.: Hypertrophische Kardiomyopathie (CMH7), Restriktive Kardiomyopathie (RCM1), Dilatative Kardiomyopathie (CMD2A)                                                                                     |
| TNC     | TNNC1    | 161 | P63316  | Calcium-bindende Untereinheit; Path.: Dilatative Kardiomyopathie (CMD1Z), Hypertrophische Kardiomyopathie (CMH13) |

## Laborchemie
Kardiales Troponin ist ein Proteinkomplex aus der Gruppe der Troponine. Es besteht aus den drei Untereinheiten cT, cI und C (T = Tropomyosin-bindend, I = Inhibitorisch, C = Calcium-bindend), von denen cT und cI speziell im Herzmuskel exprimiert werden. Der Nachweis der beiden Untereinheiten wird daher für diagnostische Zwecke eingesetzt. Verwendung finden Immunassays. Der Normalbereich liegt bei unter 0,1 ng/ml. Der Anstieg im Blutserum ist etwa drei Stunden nach Infarktbeginn nachweisbar, erreicht nach etwa 20 Stunden das Maximum und normalisiert sich nach ein bis zwei Wochen wieder; bei Infarkten, die nicht die gesamte Dicke der Herzmuskelwand betreffen (NSTEMI), schon nach 48–72 Stunden. Weniger spezifische Parameter für Herzmuskelschäden sind Myoglobin, Kreatinkinase, GOT und LDH. Die Kreatinkinase steigt außerdem sehr viel langsamer an.

## Klinische Bedeutung

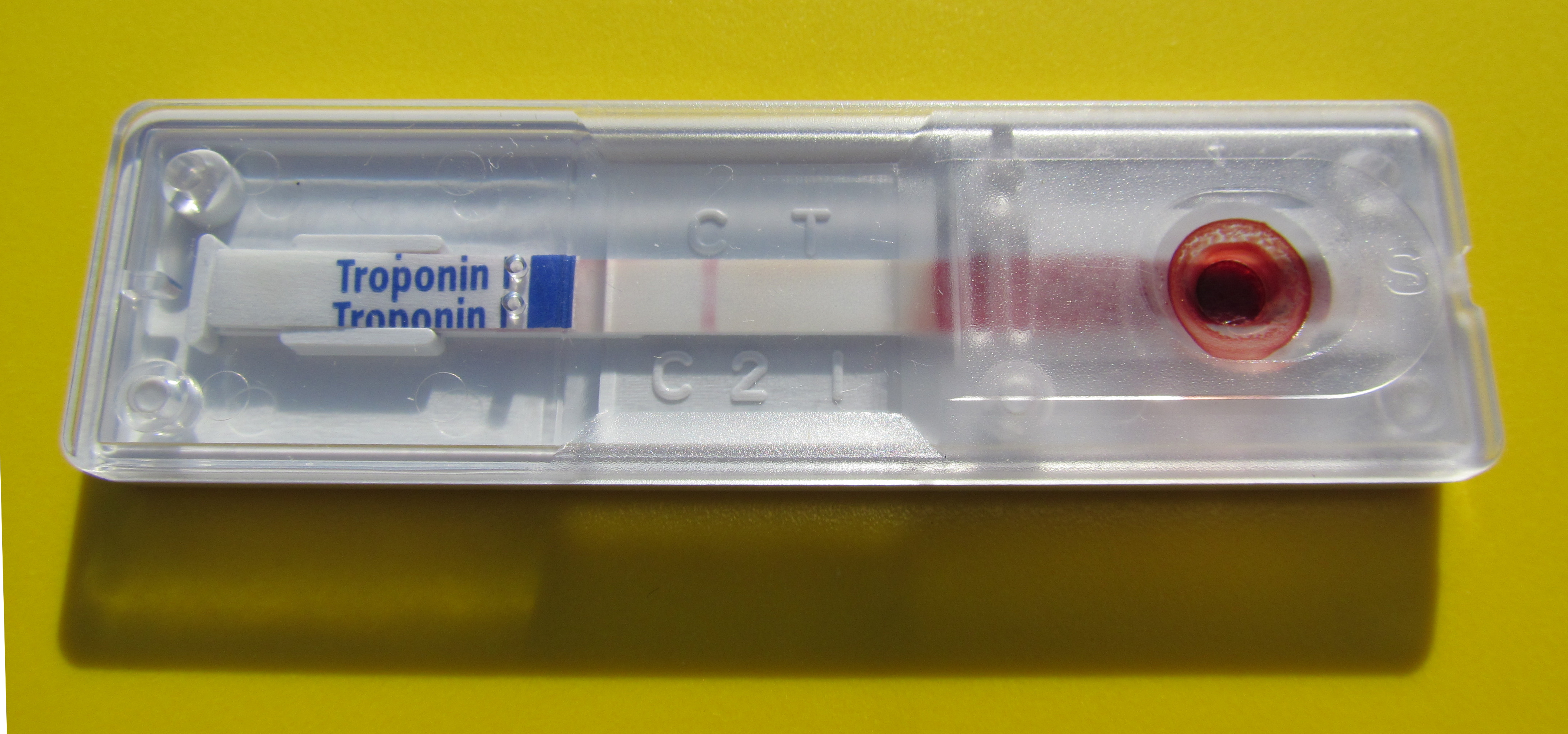
Troponintest

Die Höhe des maximalen Troponinspiegels korreliert negativ mit der Überlebensrate nach dem Herzinfarkt. Außerdem konnte nachgewiesen werden, dass der Troponin-Spiegel eine Abschätzung der Infarktgröße gemessen an der Myokardnekrose zulässt.
Troponin T und I sind hochsignifikant für kardiale Ereignisse, so dass sie als wichtigster laborchemischer Parameter für das akute Koronarsyndrom dienen. Differentialdiagnostisch neben einem Herzinfarkt kommen andere kardiale und nicht-kardiale Erkrankungen als Ursache in Betracht.

## Geschichte
Bereits 1979 begann der deutsche Professor Hugo A. Katus an der Harvard Medical School in Boston damit, erste empfindliche Bluttests zu entwickeln und fand schließlich an der Universitätsklinik Heidelberg das Eiweiß Troponin T. Zusammen mit der Firma Boehringer Mannheim (heute Roche Diagnostics) optimierte er die Messverfahren, so dass dieser Schnelltest heute weltweit eingesetzt werden kann. In großen multizentrischen Studien konnte Katus u. a. belegen, dass die Troponin-T-Messung empfindlicher und genauer für die Herzinfarktdiagnostik ist als die damaligen Enzymmessungen. Aufgrund dieser Ergebnisse wurde der Test von kardiologischen Fachgesellschaften in Europa und den USA zum Goldstandard der Infarktdiagnostik erklärt.